# Pont de Xihoumen
Le pont de Xihoumen (chinois simplifié : 西堠门大桥 ; chinois traditionnel : 西堠門大橋 ; pinyin : Xīhòumén Dàqiáo ; litt. « Grand Pont de la Porte des Remparts de l'Ouest ») est un pont suspendu construit sur l'archipel de Zhoushan, le plus grand groupe d'îles au large de la Chine. C'est le troisième pont suspendu le plus grand au monde, derrière le pont du détroit des Dardanelles et le pont du détroit d'Akashi au Japon, et d'une manière générale, le troisième plus grand pont, toutes catégories confondues.

## Un complexe de cinq ponts
Cet ouvrage est le quatrième qui relie ces îles avec la Chine continentale. Son extrémité nord est connectée à l’île Cezi et son extrémité sud à l’île de Jintang. Le complexe comprend cinq grands ponts, et le pont Xihoumen est celui qui a la plus longue travée principale. 
Ces 5 ponts sont les suivantes :
- le pont de Cengang (construit de 1999 à 2001) relie l'île principale de Zhoushan avec l’île de Lidiao : 8 poutres continues de 30 m + 3 poutres continues de 50 m + 9 poutres continues de 30 m ;
- le pont de XiangJiaomen (1999 -2002) qui relie l’île Lidiao avec l’île Fuchi, un pont à poutres continues ;
- le pont de Taoyaomen (2001-2003) relie l’île Fuchi Island avec l’île Cezi : un pont à haubans de 580 mètres de portée principale ;
- le pont de Xihoumen (2004-2008) relie l’île Cezi avec l’île Jintang. Il s’agit d’un pont suspendu de 1 650 mètres de portée principale avec deux travées latérales de 578 m et 485 m respectivement. Il porte une route express à 4 voies et la largeur roulable est de 24,5 m, pour une largeur hors toute de 34 m ;
- le pont de Jintang (2004-2008) relie l’île Jintang à la ville de Ningbo sur la Chine continentale. Il s’agit d’un pont à haubans de 620 mètres de portée.

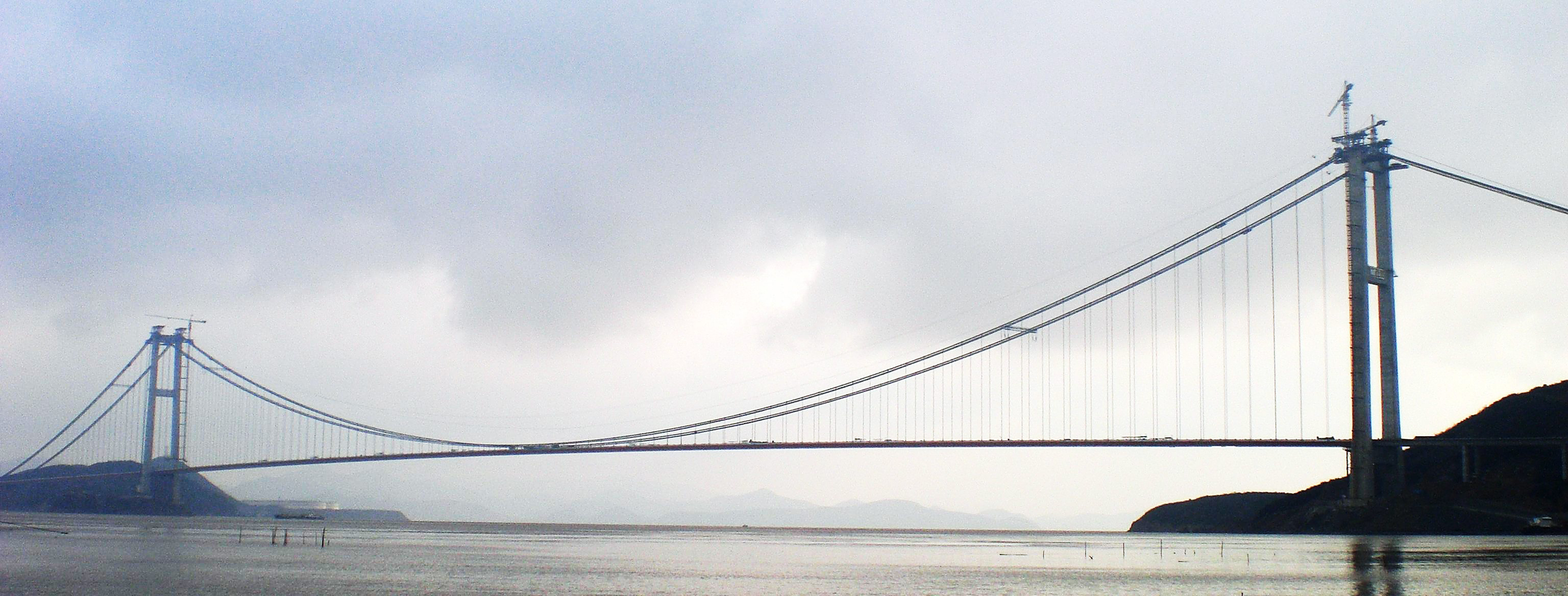

## Descriptif

### Choix de l’ouvrage
Le choix d’un pont suspendu à grande portée a été fait pour éviter de construire des fondations en eau profonde. Le besoin de gabarit de navigation était de 49,5 m et le besoin de franchissement sans appui était supérieur à 1 500 m, ce qui interdisait le recours à un pont à haubans.

### Travée principale
La travée principale doit s’affranchir des conditions hydrologiques et géologiques. Trois variantes de 1 650 m, 1 520 m et 1 312 m ont été étudiées. Les coûts de ces trois solutions étaient très proches, mais la solution de 1 650 m a été retenue au regard de l'emplacement du pylône sud, de la difficulté de la construction des fondations, du moindre coût d'ingénierie et de la durée de construction. Ce projet était simplement conditionné à la possibilité de construire facilement la tour sur la rive sud.

### Pylônes
La hauteur des pylônes supportant les câbles de retenue est de 211,3 m. Elle est légèrement supérieure à celle du 2e pont de Nanjing sur la rivière Yangzi Jiang (195,4 m), mais très inférieure à celle des pylônes du pont du Grand Belt au Danemark (254 m) et de celle du pont de Sutong en Chine (297,7 m). 
Ces pylônes sont liaisonnés et raidis par des traverses et constituent des cadres en béton précontraint.
Le pylône sud fait la jonction entre la travée principale et la travée latérale sud. Il est raid par trois poutres transversales, dont une en dessous du tablier. Le pylône nord ne comporte pas de poutre de raidissement basse.

### Suspension

#### Câbles de retenues
Pour les très grandes portées, on utilise généralement des fils d’acier de résistance 1 670 MPa. Dans le cas du pont de Xihoumen, ce sont des fils parallèles de 1 770 MPa de résistance qui ont été utilisés.
Le câble supportant la travée principale est constitué de 169 torons d’acier et présente un diamètre global de 855 mm. Chaque toron est lui-même constitué de 127 brins d’acier de 5,35 mm de diamètre.

#### Suspentes
Les suspentes sont en acier de grande qualité, avec un espacement standard de 18 m. Cet espacement est toutefois différent en certains endroits : 50 m aux abords du massif d’ancrage nord, 48 m près du pylône nord et 24 m près du pylône sud.

Élévation du pont de Xihoumen

## Travaux et coûts
La travée principale a été achevée en décembre 2007. L’ensemble de l’ouvrage, pont suspendu et viaducs d’accès, devait être terminé en octobre 2009. Il s'agit du deuxième plus long pont suspendu classé par la longueur de la travée centrale. 
Le pont a été construit par la province de Zhejiang pour un coût de 2,48 milliards de yuans (environ US $ 363 millions). La construction a débuté en 2005, et la mise en service a eu lieu le 16 décembre 2007